# Enid Bennett
Enid Bennett (15 de julho de 1893 – 14 de maio de 1969) foi uma atriz de cinema mudo australiana.
Natural de York, Austrália Ocidental, Bennett começou sua carreira de atriz em 1916, estrelando o primeiro filme Get-Rich-Quick Wallingford. Suas irmãs Marjorie (1896–1982) e Catherine (1901–1978) também foram atrizes de cinema de Hollywood. Ela casou com o diretor norte-americano Sidney Franklin no início de sua carreira, mas eles se divorciaram logo depois.
Em 1941, desligou-se da carreira cinematográfica; e eventualmente, residindo com sua família em Malibu, Estados Unidos, onde faleceu em 1969 de um ataque cardíaco, com idade de 75 anos.

## Filmografia parcial
- The Aryan (1916)
- Princess in the Dark (1917)
- Happiness (1917)
- Keys of the Righteous (1918)
- When Do We Eat? (1918)
- Fuss and Feathers (1918)
- Partners Three (1919)
- The Haunted Bedroom (1919)
- The Virtuous Thief (1919)
- What Every Woman Learns (1919)
- Her Husband's Friend (1920)
- The Woman in the Suitcase (1920)
- Hairpins (1920)
- The False Road (1920)
- Silk Hosiery (1920)
- Robin Hood (1922)
- Strangers of the Night (1923)
- The Bad Man (1923)

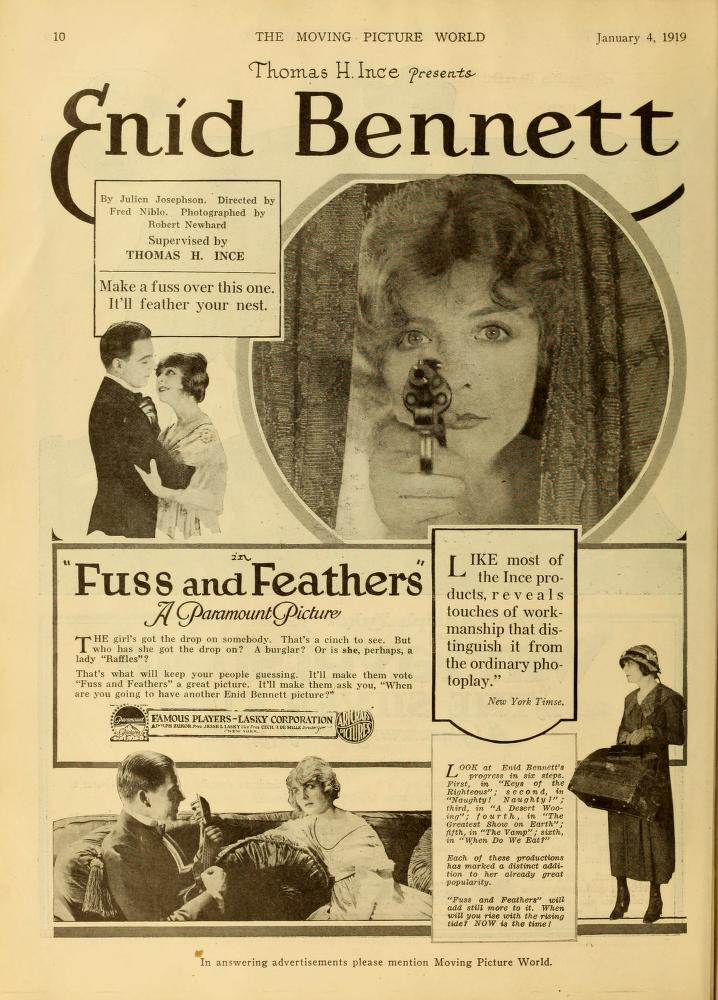
Fuss and Feathers (1918)

- The Courtship of Miles Standish (1923)
- The Sea Hawk (1924)
- The Red Lily (1924)
- Intermezzo (1939)
- Strike Up the Band (1940)